# Limnanthes alba
Limnanthes alba, oljesumpört, är en sumpörtsväxtart som beskrevs av Karl Theodor Hartweg och George Bentham. Limnanthes alba ingår i släktet sumpörter, och familjen sumpörtsväxter.

## Underarter
Arten delas in i följande underarter:
- L. a. alba
- L. a. gracilis
- L. a. parishii
- L. a. versicolor